# Klasztor św. Jerzego w Pradze
Klasztor św. Jerzego (czes. Klášter sv. Jiří) – klasztor założony przez księcia Bolesława II Pobożnego (a właściwie przez jego siostrę, Mladę, która została pierwszą przeoryszą klasztoru) w 973 na terenach przylegających do Zamku Królewskiego w Pradze.
W 1782, za panowania króla Józefa II, został przekształcony na koszary. W latach 50. XX wieku klasztor odnowiono i przeznaczono na galerię sztuki. W początkowym okresie ekspozycja obejmowała zbiory średniowiecznej, przeniesione później do klasztoru św. Agnieszki. Aktualnie ekspozycja obejmuje głównie kolekcje sztuki manierystycznej i barokowej czeskiej Galerii Narodowej.